# Chryseutria amphibola
Chryseutria amphibola är en tvåvingeart som beskrevs av Clements 1985. Chryseutria amphibola ingår i släktet Chryseutria och familjen rovflugor. Inga underarter finns listade i Catalogue of Life.